# Пепси Макс
Пепси Макс је безалкохолно газирано пиће, произведено од стране америчке мустинациналне компаније PepsiCo. Ово пиће је једна од варијанти пића под називом Пепси, такође постоје још пића под овим називом као што су Диет Пепси, Pepsi Zero Sugar, и други.
Осим што се ово пиће разликује по називу, такође се разликује и по свом саставу. Пепси Макс има укус коле, као и сви, али оно што га чини посебним је нискокалоричност, и нема шећер. Први пут је представљен 1993. године у Аустралији.

## Историја
Пепси Макс је безшећерни газирани напитак који је први пут лансиран 5. априла 1993. године у Аустралији, Уједињеном Краљевству и Италији. У наредних неколико година, Пепси Макс је проширен на друге земље укључујући Ирску, Француску, Грчку, Шпанију, Португал, Холандију и друге.
На крају 1994. године, Пепси Макс се продавао у око двадесет земаља, а до краја 1995. године, број земаља у којима је био доступан био је преко двоструко увећан. Међутим, у Сједињеним Америчким Државама, највећем потрошачу газираних пића, Пепси Макс је био недоступан до 2006. године због тога што један од његових главних састојака, ацесулфам калијум, није био одобрен од стране Упараве за храну и лекове. У формули Пепси Макса, ацесулфам калијум се комбинује са аспартамом како би се осигурала слаткост напитка.
У наредним годинама, Пепси Макс је наставио са иновацијама и уводењем нових варијанти. Током 2005. године, у Уједињеном Краљевству и Аустралији је лансирана варијанта Пепси Макс са додатим укусом лимуна, а за празнични период је уведен и Пепси Макс Панч са укусом додатка цимета и ђумбира. У Француској, Финској, Ирској, Норвешкој и Уједињеном Краљевству је уведена варијанта Пепси Макс Капућино, која има укус кафе.
Пепси Макс је током година проширен на различите земље широм света, укључујући Јужну Кореју, Бугарску, Филипине, Аргентину, Бразил, Египат, Јордан, Либан, Турску, Уједињене Арапске Емирате и многе друге. Током своје историје, Пепси Макс је претежно оставио поуздани утисак на потрошаче широм света и постао један од најпопуларнијих безшећерних напитака.
У октобру 2008. године, Пепси је најавио промену свог логотипа и ребрендинг великог броја производа, укључујући и Пепси Макс. Нови дизајн имиджа Пепси Макса користи "осмехе" уместо традиционалног симбола глобуса, а лого користи доњи рољ тамне боје. Нови дизајн уклопљен је у кампању "Буди будан!" (Wake up people!), која је имала за циљ да истакне вредности напитка и привуче публику.
Пепси Макс је током година наставио са увођењем нових варијанти и успешним позиционирањем на тржишту широм света. Данас се Пепси Макс продава у различитим земљама, а присутан је у различитим окусима и форматима. Овај безшећерни газирани напитак остаје популаран избор за потрошаче који желе да уживају у слатком окусу без додатих калорија и шећера.

## Састав
Основни састојци Пепси Макса укључују:
Газирану воду: Основни састојак свих газираних напитака, укључујући и Пепси Макс, је вода која је обогаћена угљеном киселином да би се добила карбонизација и освежавајући ефекат.
Карамелнa бојила: Пепси Макс садржи карамелна бојила која му придодају карактеристичну браон боју. Ова бојила додају атрактивни изглед напитку, али немају значајан утицај на његов укус.
Фосфорна киселина: Ова киселина служи да би напитак имао одговарајућу киселост и да му пружи освежавајући карактер.
Ароме: Пепси Макс се издваја по својој посебној ароми која му даје интензиван укус. Ове ароме су пажљиво изабране и комбиноване да би се постигао карактеристичан и привлачан вкус без употребе шећера.
Едулкоранти: Како би се постигао слатки укус без додатог шећера, у Пепси Максу се користе различите врсте едулкораната, као што су аспартам и ацесулфам. Ови заслађивачи имају значајану улогу у стварању пријатног укуса без додатих калорија.
Важно је напоменути да су састојци напитка подложни променама у складу са законским регулативама и потребама потрошача. Пепси Макс се стално адаптира према потребама тржишта и наставља да истражује нове састојке и технологије како би задовољио преференце потрошача и задржао своју конкурентност на тржишту.
Укратко, Пепси Макс је безалкохолни напитак који се истиче интензивним укусом и без садржаја шећера. Он садржи основне састојке као што су газирана вода, карамелна бојила, фосфорна киселина, ароме и едулкоранте. Овој популарној коли се постојано приступа са иновативним приступом и тражењем нових начина да задовољи преференце потрошача.

## Нутритивне вредности
Ово су нутритивне вредности Пепси Макса, које су такође приказане на свакој амбалажи.
| Количина                 | 100 ml      | 330 ml    |
| Енергетска вредност      | 2kJ/0.4kcal | 7kJ/1kcal |
| Масти                    | 0g          | 0g        |
| - од тога амино киселине | 0g          | 0g        |
| Угљени хидрати           | 0g          | 0g        |
| Шећер                    | 0g          | 0g        |
| Протеини                 | 0g          | 0g        |
| Со                       | 0g          | 0g        |

## Утицај на здравље
Оно што Пепси Макс чини привлачним јесте чињеница да има низак ниво или чак нула калорија и низак садржај шећера у поређењу са класичним газираним пићима. Међутим, иако је Пепси Макс осмишљен као алтернатива пићима са пуно шећера, постоје неки аспекти које треба узети у обзир када је реч о његовом утицају на здравље.
Прво, треба напоменути да Пепси Макс садржи вештачке заслађиваче као замену за шећер. Најчешће коришћени заслађивачи у Пепси Максу су аспартам и ацесулфам калијум. Ови заслађивачи имају сладак укус без додатних калорија, што је привлачно за оне који желе да смање унос шећера или калорија. Међутим, постоји нека забринутост у вези са дугорочним ефектима ових вештачких заслађивача на здравље. Студије су показале да унос великих количина вештачких заслађивача може бити повезан са повећаним ризиком од гојазности, метаболичких поремећаја и проблема са варењем. Ипак, многе регулаторне агенције широм света сматрају ове заслађиваче безбедним за конзумацију у разумним количинама.
Други аспект који треба размотрити је присуство кофеина у Пепси Максу. Кофеин је стимуланс који се често налази у безалкохолним пићима као што су кафа, чај и газирана пића. Кофеин може имати благотворан утицај на будност и пажњу, али прекомерна конзумација може изазвати негативне ефекте као што су нервоза, несаница и повећана анксиозност. Важно је пратити унос кофеина из свих извора, укључујући и Пепси Макс, и конзумирати га умерено како би се избегле последице.
Трећи фактор који треба узети у обзир је газираност пића. Газирана пића, укључујући и Пепси Макс, могу изазвати надимање, стомачне проблеме и повећану киселост желуца. Ови ефекти могу бити посебно изражени код особа са осетљивим желуцем или код особа које већ имају проблеме са гастроинтестиналним системом. Због тога је важно да свако самостално процени како њихов организам реагује на газирана пића и да умеју да ограниче своју конзумацију у складу са тим.
Најбоље је конзумирати Пепси Макс и слична пића као део разноврсне и умерене исхране, у складу са својим појединачним потребама и толеранцијом организма. Уколико имате било какве забринутости или здравствене проблеме, препоручујемо да се консултујете са својим лекаром или нутриционистом како бисте добили најбољи савет у вези са вашом конкретном ситуацијом.
Укупно гледано, Пепси Макс може бити уклопљен у здраву и умерену исхрану, али се треба бити свестан његових састојака и потенцијалних ефеката на здравље. Као и у случају било којег другог пића, важно је разумети своје потребе, чувати баланс и узимати у обзир своје личне околности и преференце.

## Укуси и доступност
Пепси Макс, помећу различитих имена и формула, такође се појавио у различитим укусима, од којих неки нису уобичајени за коле.
У Великој Британији и Аустралији 2005. године уведен је лимунско-лиметаст укус који је назван Pepsi Max Twist.
Такође 2005. године, као јесенска специјална верзија, појавио се Pepsi Max Punch са ђумбиром и циметом. Био је доступан у Сједињеним Америчким Државама, а касније и у Великој Британији.
У Француској, Финској, Ирској и Норвешкој је пуштена у промет верзија са укусом кафе, позната као Pepsi Max Cappuccino (или Pepsi Max Coffee Cino).
Pepsi Max Lime тренутно је доступан у Либану, Финској, Шведској, Норвешкој, Исланду, Мађарској, Румунији, Пољској, Србији, Чешкој и Великој Британији. Верзија са укусом лимуне, позната као Pepsi Max Cease Fire, била је доступна у Сједињеним Америчким Државама и Канади 2010. године, а у Аустралији 2011. године. У Великој Британији је продајуна под називом Pepsi Max Citrus Freeze 2011. године.
Pepsi Max Cool Lemon може се наћи на полицама продавница у Холандији и Белгији.
Ако сте имали срећу да будете у Шведској или Финској лета 2007. године, имали сте прилику да пробате Pepsi Max Chill, лимитирану верзију са укусом јабуке.
Пепси Макс је добио освежавајућу верзију у Финској као лимитирану верзију под називом Pepsi Max Mojo. Мента и лимун били су додати у ово пиће, али је такође било доступно у Данској до 2008. године као Pepsi Max Mojito.
Велика Британија је 2011. године добила верзију са укусом вишње, познату као Pepsi Max Cherry, која је касније била продајна и у неколико других европских земаља. Фанови Пепсија у Сједињеним Америчким Државама такође су имали прилику да је пробају као Pepsi Max Cherry Blast 2015. године.
Ginger Pepsi Max пуштен је у промет у Великој Британији, Либану, Норвешкој, Шведској, Финској, Немачкој, Данској и Холандији 2017. године.
Остали укуси који су се појавили широм света током година укључују ванилу, малину и манго.

## Маркетинг
Маркетинг Пепси Макса увек је био усмерен ка младим потрошачима, пре свега мушкарцима, који су привучени пићем које нуди интензивније и модерније искуство од обичних газираних сокова. Раније маркетишке кампање Пепси Макса ослањале су се на позната имена из света забаве, као што су Бијонсе и Блек Ајд Пис, и приказивале их у  телевизијским рекламама. Пепси је применио другачији приступ, експериментишући са различитим слоганима као што су "Макс Укус. (Не Брините, Нема Шећера)", "Максимизирај" и "Име: Пепси Макс. Награда: Максималан Укус. Без Шећера".
Ови напори били су успешни приликом лансирања бренда, и наставили су да покрећу продају у Европи, а касније и у Сједињеним Америчким Државама током прве деценије по лансирању бренда. Међутим, са временом потрошачи су почели да губе интерес за Пепси Максом. Нове линије напитака преузеле су доминантност на тржишту, као и познати конкурент: Кока-кола.
У Великој Британији, менаџери Пепсија схватили су да им је потребен нови приступ маркетингу и оглашавању. Одговор је био: дигитални свет, конкретно Јутјуб. Истраживања су показала да потрошачи Пепси Макса, конкретно мушкарци узраста од 18 до 34 године, више времена проводе на интернету гледајући садржаје на Јутјубу него на телевизији.
Менаџери су такође утврдили да претходне рекламне кампање нису пренеле основну поруку Пепси Макса, да има исти укус као и "регуларна" кола, али да не садржи шећер или угљене хидрате присутне у Пепсију. Њихова циљна група није уочила главну карактеристику производа.
Одговор?  Кампање су кренуле да форсирају идеју да напитак може имати тако одличан укус без шећера. Лансирана је кампања са познатим мађионичаром, под називом Дајнамо, која се фокусирала на магију Пепси Макса. Ова кампања довела је до стварања Јутјуб канала "Невероватно" Пепси Макса, који је директно циљао млађу демографску групу кључну за успех Пепси Макса.
Канал "Невероватно" приказивао је садржај који је запалио дигитални простор. Кампања "Невероватно" такође је приказивала невероватне таленте Јутјуб креатора, чиме је Пепси Макс постао део заједнице.
Бренд Пепси Макс наставља да користи и оптимизује дигитални маркетинг, искоришћавајући културне и комерцијалне промене како би остао у току и укорак са временом.